# 静岡県立林業短期大学校
静岡県立林業短期大学校（しずおかけんりつりんぎょうたんきだいがっこう）は、かつて静岡県静岡市にあった公立の教育訓練施設。

## 沿革
- 1974年　静岡県立林業短期大学校開校。
- 1979年度まで、同校名で学生受け入れをする。
- 1980年　静岡県立農林短期大学校に改組（以後、1998年度まで同校名で学生受け入れをする）

## 学科
- 林業学科